# Tatort: Todesbrücke
Todesbrücke ist ein Fernsehfilm aus der Fernseh-Kriminalreihe Tatort der ARD und des ORF. Es ist der zwölfte gemeinsame Fall des Berliner Ermittlerduos Ritter und Stark. Der RBB produzierte den Film unter der Regie von Christine Hartmann, die Erstausstrahlung erfolgte am 13. März 2005 in der ARD.

## Handlung
Till Ritter und Felix Stark sind morgens auf der Autobahn gemeinsam unterwegs. Plötzlich zerplatzt eine Wasserbombe, die Schulkinder von einer Fußgängerbrücke geworfen haben, auf ihrer Windschutzscheibe. Stark gelingt es nur mit Mühe, einen Unfall zu verhindern. Er sieht die drei Jungen auch noch weglaufen, kann sie aber nicht verfolgen. 
Kurze Zeit später ist der Insolvenz-Verwalter Thomas Franke auf dem Weg zur Arbeit und an derselben Stelle wird sein Wagen von einem Pflasterstein getroffen und er verunglückt tödlich. So ist es für die Kommissare naheliegend, dass auch hier die Kinder den Stein geworfen haben könnten. Es gelingt ihnen, sie am nächsten Tag auf der Brücke zu erwischen, als sie gerade wieder dabei sind, Wurfgeschosse zu basteln. Doch noch während sie die Kinder im Präsidium befragen, ereignet sich ein weiterer tödlicher Unfall an der gleichen Stelle wie am Vortag. Diesmal ist das Opfer Sybille Bohrmann, die nicht nur in der gleichen Siedlung wie Franke wohnt, sondern auch noch seine Chefin ist und für die Unternehmensberatung Moggenhauer arbeitet. So schlussfolgern die Kommissare, dass es jemand auf die Firma abgesehen haben könnte. Vom Firmeninhaber erfahren Ritter und Stark, dass beide Opfer zuletzt an demselben Fall gearbeitet hatten. Dabei ging es um die insolvente Spedition Meier-Hofer, bei der sie die Versteigerung abwickeln sollten. Ritter sieht sich dort um, kann jedoch keinen Hinweis darauf finden, dass der Inhaber Stahlmann als Täter in Frage kommt. 
Eva Franke, die Ehefrau des ersten Opfers weiß, dass ihr Mann durch seine Arbeit nicht nur Freunde hatte. Auch mit ihrem Nachbarn Klaus Reling gäbe es immer wieder Ärger. Als Ritter und Stark ihn befragen wollen, benimmt er sich extrem abweisend und aggressiv, woraufhin er ins Präsidium vorgeladen wird. Dabei stellt sich heraus, dass auch er noch vor einiger Zeit in der Unternehmensberatung Moggenhauer gearbeitet hatte. Als Jurist kennt er allerdings seine Rechte und reizt diese auch aus. Die Verdachtsmomente reichen nicht aus, ihn zu inhaftieren. Daher wird er fortan observiert.
Stark beleuchtet das Umfeld von Sybille Bohrmann. Sie lag in Scheidung und wohnte mit ihren beiden Kindern allein in einem Reihenhaus. Ihr Mann kümmert sich nun um die Kinder, für die er bisher vergeblich versucht hatte, das Sorgerecht zu erhalten. Für Stark wäre das ein ausreichender Grund für einen Mord, doch passt die Ermordung von Franke nicht dazu.
Durch einen Praxisversuch stellt Ritter fest, dass man zwar gezielt ein Auto von einer Brücke aus treffen kann, aber man würde nicht sehen, wer in dem Auto sitzt. Doch ehe er hier weitere Theorien aufstellen kann, wird die Unternehmensberatung Moggenhauer erpresst. Ein Unbekannter fordert Geld dafür, dass er nicht noch mehr der Mitarbeiter sterben lässt. Die Geldübergabe soll im Park erfolgen und trotz Überwachung von Ritter und Stark gelingt es dem Erpresser, Moggenhauer das Geld abzunehmen und unerkannt zu entkommen. Aufgrund des von ihm benutzen Fahrrades schließt Ritter auf Stahlmann von der Spedition Meier-Hofer als Täter. Den suchen die Ermittler umgehend auf und nehmen ihn fest. Das Geld findet sich tatsächlich in einem Versteck in der Spedition, doch Stahlmann gibt an, nur seine Chance genutzt haben zu wollen. Überall hätte gestanden, dass der Erpresser sich nicht wieder gemeldet hätte, daraufhin sei er auf die Idee gekommen, sich das Geld für seine Firma zu holen. Ganz offensichtlich ist er tatsächlich nicht der Steinewerfer, sondern nur ein Trittbrettfahrer. So konzentrieren sich die Ermittler auf den streitsüchtigen Nachbarn Klaus Reling. Doch ein Hinweis bringt ein Indiz auf Manfred Bohrmann, den Stark schon zu Beginn verdächtigt hatte. Schließlich konnte der bei seiner ersten Attacke gar nicht erkennen, wer im Auto saß und hat aus Versehen Franke getroffen. Die Kommissare suchen Bohrmann, der gerade dabei ist, seine Kinder in der Schule abzuliefern. Als sie dort eintreffen, bemerkt Bohrmann dies und flüchtet mit seinen Kindern aufs Dach des Schulgebäudes. Er droht an, mit seinen beiden Kindern in den Tod zu springen. Er würde nicht zulassen, dass man ihm noch einmal die Kinder wegnehmen würde. Stark, der als Vater gerade in einer ähnlichen Situation ist, kann ihn davon abbringen und Bohrmann wird festgenommen.

## Hintergrund
Todesbrücke wurde von ProVobis Film im Auftrag des Rundfunks Berlin-Brandenburg unter dem Arbeitstitel Kinderspiele produziert. Die Dreharbeiten erfolgten in Berlin.

## Rezeption

### Einschaltquoten
10,42 Millionen Zuschauer sahen die Folge Todesbrücke in Deutschland bei ihrer Erstausstrahlung am 13. März 2005, was einem Marktanteil von 27,80 Prozent entsprach.

### Kritik
Tilmann P. Gangloff bewertet diesen Tatort bei tittelbach.tv als „Nicht recht gelungen […][aber er ist] für einen Metropolen-Krimi überraschend ruhig und unaufgeregt inszeniert (stark die Kamera von Alexander Fischerkoesen), auch die harmonische Integration der Parallelhandlung mit dem unvermeidlichen privaten Erzählstrang […][bringen] einige hübsche Details“.
Die Kritiker der Fernsehzeitschrift TV Spielfilm finden, der Film biete „eine starke Rolle für Boris Aljinovic und Rätselraten bis kurz vor Schluss halten die Spannung“. Das Fazit für diesen Tatort lautet: „Verschachteltes Mörderrätsel mit Pfiff.“